# Umberto Bonadè
Umberto Bonadè (ur. 2 stycznia 1909 w Piacenzy, zm. 30 listopada 1991 tamże) – włoski wioślarz. Brązowy medalista olimpijski z Amsterdamu.
Zawody w 1928 były jego jedynymi igrzyskami olimpijskimi. Brązowy medal zdobył w czwórce bez sternika, osadę łodzi tworzyli ponadto Pietro Freschi, Paolo Gennari i Cesare Rossi. Na mistrzostwach Europy wywalczył złoto w 1929 1930.